# Sexteto de cuerda n.º 2 (Brahms)
El Sexteto de cuerdas n. º 2 en sol mayor, op. 36, de Johannes Brahms, fue compuesto durante los años 1864 y 1865 y publicado por la empresa de Fritz Simrock. Fue estrenado en Boston el 11 de octubre de 1866.
La obra está compuesta para 2 violines, 2 violas, y 2 chelos, y tiene cuatro movimientos:
- I. Allegro non troppo
- II. Scherzo - Allegro non troppo - Presto giocoso
- III. Adagio
- IV. Poco allegro

Brahms realizó la mayor parte de la composición en el entorno confortable de Lichtental, cerca de Baden-Baden. Según el biógrafo de Brahms Karl Geiringer, oculta en el primer movimiento una referencia al primer nombre de Agathe von Siebold (de la que estaba enamorado en esa época).
En 1939, el compositor sueco Kurt Atterberg arregló el sexteto para orquesta de cuerda.